# アンリ・ユベール
アンリ・ユベール（フランス語: Henri Hubert、1872年6月23日 - 1927年5月25日）は、フランスの考古学者、比較宗教社会学者。ケルト人に関する研究やマルセル・モースやその他デュルケーム学派の構成員との共同研究で知られる。

## 経歴
ユベールはパリで生まれ育ち、リセ・ルイ＝ル＝グラン（ルイ大王学院）に入学した。学校の牧師、Abbe Quentinに影響を受け、宗教に関する関心、特にアッシリア人の間の宗教の関心を覚えた。その後高等師範学校に入学し、キリスト教史を研究し始めた。東方正教会や東ローマ帝国、聖像破壊運動の研究の後、1895年に歴史を研究した。ユベールの博士論文は小アジアの紀元前の宗教を対象にするものであった。
ユベールは多くのフランスの学者とは異なり、卒業後に教育よりも研究を重視した。1898年、高等研究実習院に在籍し、国立考古学博物館(fr:Musee d'archeologie nationale)にも籍を置いた。当時、ユベールはケルト人の歴史と文化に関する興味、関心が大きかった。
同1898年、マルセル・モースと親しい仲となり、エミール・デュルケームの創刊した雑誌『社会学年報』の寄稿者、協力者となり、最終的に社会学年報の「宗教学」部門の責任者となることとなる。その後、ユベールとモースは共同研究を行い、1899年の『供儀』や1904年の『呪術に関する一般理論の概要』を刊行した。
1906年、ユベールは高等研究実習院で研究者となり、以後死まで高等研究実習院に留まることとなる。民族学的手法を用いてヨーロッパの原始社会を教えていたEcole du Louvreにも在籍していた。20年間に渡り、ユベールはアジアとケルトに関する著書を刊行した。
1917年のデュルケムの死はユベールにとって大きく、また1924年の出産の際の妻の死も大きく堪えた。恩師や妻との死別の後、1927年にユベールは亡くなった。

## 著書
- 『供犠』 法政大学出版局 版 叢書・ウニベルシタス 119 小関藤一郎 訳 ISBN 978-4-588-00119-2
- Les Celtes et l'expansion celtique jusqu'à l'époque de La Tène, Albin Michel Paris (1932) réédition (1974), Réedition Jean de Bonnot (2007)
- "Les Celtes depuis l'époque de la Tène et la civilisation celtique" La renaissance du livre (1932), Réedition Jean de Bonnot (2007)
- Les Germains: Cours professé à l'école du Louvre en 1924-1925, Albin Michel Paris (1952)